# Бар (Дордоња)
Бар (фр. Bars) насеље је и општина у југозападној Француској у региону Аквитанија, у департману Дордоња која припада префектури Периже.
По подацима из 2011. године у општини је живело 229 становника, а густина насељености је износила 10,14 становника/km². Општина се простире на површини од 22,58 km². Налази се на средњој надморској висини од 250 метара (максималној 276 m, а минималној 137 m).

## Демографија
| 1962. | 1968. | 1975. | 1982. | 1990. | 1999. | 2011. |
| ----- | ----- | ----- | ----- | ----- | ----- | ----- |
| 314   | 319   | 254   | 228   | 217   | 214   | 229   |

График промене броја становника у току последњих година